# Parinacota (tỉnh)
Parinacota là một tỉnh ở vùng Arica-Parinacota ở Chile. Thủ phủ là Putre. Tỉnh này được đặt tên theo núi lửa Parinacota.
Ngày 8 tháng 10 năm 2007, vùng Arica-Parinacota mới, mà tỉnh Parinacota này là một phần, bắt đầu có hiệu lực về hành chính.

## Các Comuna
1. General Lagos
2. Putre